# U.S. Route 183
La U.S. Route 183 (US 183) est une US Route auxiliaire de la US 83 se trouvant au Texas, en Oklahoma, au Kansas, au Nebraska et au Dakota du Sud. Le terminus sud de la route est à Refugio, Texas, à la jonction avec la US 77 alors que le terminus nord est à la jonction avec l'I-90 à Presho, Dakota du Sud.
La US 183 a été la dernière US Route à être complètement asphaltée. Effectivement, le segment de 20 miles (32 km) au nord de Taylor, Nebraska, est demeuré non-asphalté jusqu'en 1967.

## Description du tracé

### Texas
La US 183 débute à Refugio, à la jonction avec la US 77. La route se dirige ensuite vers le nord et passe par Goliad, Cuero, Gonzales, Luling et Lockhart avant d'atteindre Austin. Entre Lockhart et Austin, elle forme les voies de service de part et d'autre de la SH-130, une route à péage. Elle passe à l'est et au nord d'Austin et quitte la ville vers le nord-ouest. Elle passe par Cedar Park et Leander, mais une alternative à péage, la SH-183A est offerte sous forme autoroutière.
Après avoir quitté la région d'Austin, la US 183 passe par Briggs, Lampasas, Lometa, Goldthwaite et Early, où elle reprend un alignement vers le nord. Elle traverse ensuite Cisco, Breckenridge, Throckmorton, Seymour et Vernon avant d'atteindre la frontière avec l'Oklahoma au nord-est de cette dernière, en multiplex avec la US 70.

### Oklahoma
La US 70 / US 183 entre en Oklahoma au sud de Davidson. C'est dans cette ville que les routes se séparent et que la US 183 poursuit vers le nord. Elle passe par Frederick, Snyder, Roosevelt, New Cordell, Clinton et Taloga. Un peu à l'ouest de Sterling, la US 183 rejoint la US 270 en multiplex et les routes se dirigent vers le nord-ouest. Elles atteignent Woodward et rejoignent la US 412 pour un multiplex jusqu'à Fort Supply, au nord-ouest. Là, la US 183 continue vers le nord. Elle passe ensuite par Buffalo et atteint la frontière du Kansas.

### Kansas
La US 183 entre au Kansas au sud-est d'Ashland. À l'est d'Ashland, elle rejoint la US 160 et multiplex vers l'est jusqu'à Coldwater, où la US 183 reprend la direction du nord. Elle passe par Greensburg et Kinsley, où elle rencontre la US 56. Les routes se dirigent ensemble vers le nord-est jusqu'à Nettleton. Là, la US 183 reprend la direction du nord en passant par Rush Center, La Crosse, Hays, Plainville, Stockton et Phillipsburg avant d'atteindre la frontière du Nebraska à l'est de Woodruff.

### Nebraska
La route entre au Nebraska au sud d'Alma. Elle atteint cette ville où elle forme un multiplex avec la US 136. La US 183 continue vers le nord et passe par Holdrege, Elm Creek, Miller, Ansley, Sargent, Taylor et Bassett, où elle bifurque vers l'ouest en multiplex avec la US 20 jusqu'à l'ouest de Long Pine. Elle y reprend la direction nord jusqu'à Springview, après quoi elle atteint la frontière du Dakota du Sud.

### Dakota du Sud
La US 183 entre dans l'état au sud de Colome. En arrivant dans cette ville, elle rejoint la US 18 vers le nord-ouest jusqu'à Jordan Junction, en passant par Winner. Elle parcourt la distance entre Jordan Junction et Presho et y prend fin à la jonction avec l'I-90.

## Intersections majeures
Texas
 Future I-69E / US 77 à Refugio
 Future I-69W / US 59 à Goliad
 US 87 près de Cuero. Les routes forment un multiplex jusqu'à Cuero.
 I-10 à Luling
 US 90 à Luling. Les routes forment un multiplex dans la ville.
 US 290 à Austin
 I-35 à Austin
 US 190 à Lampasas. Les routes forment un multiplex jusqu'à Lometa.
 US 281 à Lampasas. Les routes forment un multiplex dans la ville.
 US 84 à Goldthwaite. Les routes forment un multiplex jusqu'à Early.
 US 67 / US 377 à Early. Les routes forment un multiplex dans la ville.
 I-20 à Cisco
 US 180 à Breckenridge
 US 283 près de Throckmorton. Les routes forment un multiplex jusqu'à Vernon.
 US 380 à Throckmorton
 US 277 près de Seymour. Les routes forment un multiplex jusqu'à Mabelle.
 US 82 à Seymour. Les routes forment un multiplex jusqu'à Mabelle.
 US 70 / US 287 à Vernon. La US 70 / US 183 forment un multiplex jusqu'à Davidson, OK. La US 183 / US 287 forment un multiplex jusqu'à Oklaunion.
Oklahoma
 US 62 près de Snyder
 I-40 à Clinton
 US 60 près de Seiling
 US 270 près de Seiling. Les routes forment un multiplex jusqu'à Fort Supply.
 US 412 à Woodward. Les routes forment un multiplex jusqu'à Fort Supply.
 US 64 à Buffalo. Les routes forment un multiplex dans la ville.
Kansas
 US 160 près d'Ashland. Les routes forment un multiplex jusqu'à Coldwater.
 US 400 près de Greensburg
 US 50 à Kinsley
 US 56 à Kinsley. Les routes forment un multiplex jusqu'au nord-est de Nettleton.
 I-70 / US 40 à Hays
 US 24 à Stockton
 US 36 à Phillipsburg. Les routes forment un multiplex dans la ville.
Nebraska
 US 136 à Alma. Les routes forment un multiplex jusqu'au nord d'Alma.
 US 6 / US 34 à Holdrege
 I-80 près d'Elm Creek
 US 30 à Elm Creek
 US 20 à Bassett. Les routes forment un multiplex jusqu'à l'ouest de Long Pine.
Dakota du Sud
 US 18 à Colome. Les routes forment un multiplex jusqu'à Jordan Junction.
 I-90 à Presho